# Kim Lamarre
Kim Lamarre (ur. 20 maja 1988 w Quebecu) – kanadyjska narciarka dowolna, specjalizująca się w slopestyle'u. W 2014 roku wywalczyła brązowy medal podczas igrzysk olimpijskich w Soczi. W zawodach tych wyprzedziły ją jedynie jej rodaczka, Dara Howell i Devin Logan z USA. Była też między innymi czwarta na mistrzostwach świata w Deer Valley w 2011 roku. Najlepsze wyniki osiągnęła w sezonie 2013/2014, kiedy to w klasyfikacji generalnej zajęła 81. miejsce, a w klasyfikacji slopestyle'u była osiemnasta.

## Osiągnięcia

### Igrzyska olimpijskie
| Miejsce | Dzień     | Rok  | Miejscowość | Konkurencja | Zwycięzca     |
| ------- | --------- | ---- | ----------- | ----------- | ------------- |
| 3.      | 11 lutego | 2014 | Soczi       | Slopestyle  | Dara Howell   |
| 22.     | 17 lutego | 2018 | Pjongczang  | Slopestyle  | Sarah Höfflin |

### Mistrzostwa świata
| Miejsce | Dzień    | Rok  | Miejscowość   | Konkurencja | Zwycięzca   |
| ------- | -------- | ---- | ------------- | ----------- | ----------- |
| 4.      | 3 lutego | 2011 | Park City     | Slopestyle  | Anna Segal  |
| 26.     | 19 marca | 2017 | Sierra Nevada | Slopestyle  | Tess Ledeux |

### Puchar Świata

#### Miejsca w klasyfikacji generalnej
- sezon 2013/2014: 81.
- sezon 2014/2015: 97.
- sezon 2015/2016: 109.
- sezon 2016/2017: 106.
- sezon 2017/2018: 79.

#### Miejsca na podium
Lamarre nigdy nie stanęła na podium zawodów PŚ.